# Tschernomorski Far
Tschernomorski Far (auch Chernomorski far geschrieben, bulgarisch Черноморски фар, zu dt. Schwarzmeer Leuchtturm) ist 28-seitige regionale Tageszeitung im sogenannten halbnordischen Format. Sie erscheint in der Hafenstadt Burgas und ist heute die größte und einflussreichste Zeitung Südostbulgariens sowie die älteste Regionalzeitung des Landes. Mit der Freitagsausgabe erscheint die 40-seitige Beilage „Tschernomorski Ekran“. Die Redaktion von Tschernomorski Far gibt ebenfalls die kostenlose Zeitung Faktor (Auflage 17.000 Exemplare) heraus.

## Geschichte
Die Anfänge der Zeitung wurden 1920 gelegt, als die Amerikanisch-bulgarische Gesellschaft in Burgas die erste Ausgabe der Wochenzeitung „Far“ (bulg. Фар, zu dt. Leuchtturm) für Handel, Ökonomie, Wirtschaft und Information herausgeben ließ. Am 9. April 1924 wurde der Reservegeneral Josif Josifow Herausgeber der Zeitung. Die Zeitung für Politik und Nachrichten erschien nun täglich und wurde in „Burgaski far“ (bulgarisch Бургазки фаръ, zu dt. Burgasser Leuchtturm) umbenannt. In den folgenden Jahren waren viele Autoren und Schriftsteller aus Burgas in der Zeitung tätig oder veröffentlichten ihre Beiträge in ihr, darunter Konstantin Petkanow, Petko Rossen, Elin Pelin, Anton Straschimirow, Assen Slatarow und andere. Am 9. Juni 1938 publizierte Radoi Ralin seine erste Werke auf den Seiten der Zeitung.
Am 10. September 1944, einen Tag nach der Besetzung Burgas durch die Rote Armee im Zweiten Weltkrieg wurde der Name der Zeitung in „Naroden far“ (bulg. Народен фар, zu dt. Volksleuchtturm) umbenannt. Ab 1. Mai 1950 erschien die Zeitung unter dem Namen „Tschernomorski front“ (bulg. Черноморски фронт, zu dt. Schwarzmeerfront) und seit 1. Januar 1988 erscheint sie unter ihrem jetzigen Namen „Tschernomorski Far“.
Der ehemalige Journalist von Tschernomorski Far Assen Jordanow gewann 2010 den Preis für die Freiheit und Zukunft der Medien.